# Roger I de Carcasona
Roger I de Carcasona o Roger II de Cominges el Viejo (fallecido en 1012), fue conde de Carcasona, Couserans y Cominges en parte.
Asociado al gobierno de Cominges en 957, heredó la región de Couserans con el título condal al morir en 983 su padre Arnaldo I, conde de Cominges. De su madre Arsinda heredó más tarde (en fecha no conocida cerca del año 1000) el condado de Carcasona.
Roger I de Carcasona y II de Cominges se casó en 969 con Adelaida de Rouergue, viuda de su tío, el conde Roger I de Cominges.
Sobre el año 981 se enfrentó a Oliba Cabreta, conde de Cerdaña y de Besalú.
Por un testamento escrito en 1002, Roger II donó sus tierras a sus hijos: Ramón, Bernardo y Pedro. A su hijo Ramón Roger le donó el condado de Carcasona, una porción del condado de Razés y la tercera parte del de Cominges. A su hijo Bernardo Roger, el condado de Couserans y el castillo de Foix. A Pedro, la mayor parte de las abadías situadas en los diferentes países gobernados por su padre.
Roger II de Cominges murió en 1012, y sus hijos fueron:
1. Ramón I Roger, conde de Carcasona. Casado en el año mil con Garsenda, heredera del condado de Béziers, de ellos descienden los condes o vizcondes de Carcasona y de Béziers.
2. Bernardo I Roger, conde de Couserans y primer conde de Foix. Heredó el condado de Bigorra por su matrimonio con Garsenda de Bigorra, hija de García Arnaldo, conde de Bigorre. También fue pretendiente al condado de Carcasona, por lo que estuvo en lucha contra su hermano. De él descienden los condes de Bigorra y de Foix.
3. Pedro-Roger, obispo de Gerona de 1010 a 1050.
4. Ermesenda, condesa de Barcelona y Gerona, casada en 990 con Ramón Borrell, conde de Barcelona.

| Predecesor: Arnau I de Cominges | Conde de Carcasona | Sucesor: Guillermo I de Carcasona |

- Datos: Q653945
- Multimedia: Roger I, Count of Carcassonne / Q653945